# Alipay
Alipay (chinesisch 支付寶 / 支付宝, Pinyin zhīfùbǎo) ist ein chinesisches Onlinebezahlsystem der Alibaba Group betrieben durch die Ant Group. Alipay ist mit mehr als 520 Millionen Nutzern weltweit die größte Payment- und Lifestyleplattform und hat mehr als 50 % Marktanteil im Online-Geschäft in der Volksrepublik China. Laut Alexa-Ranking ist sie seit Juli 2017 eine der 50 beliebtesten Seiten im Internet. Pro Tag verzeichnet Alipay mehr als 100 Millionen Transaktionen. Gegründet wurde Alipay 2004 in Hangzhou von der Alibaba Group und deren Gründer Jack Ma.

## Geschichte

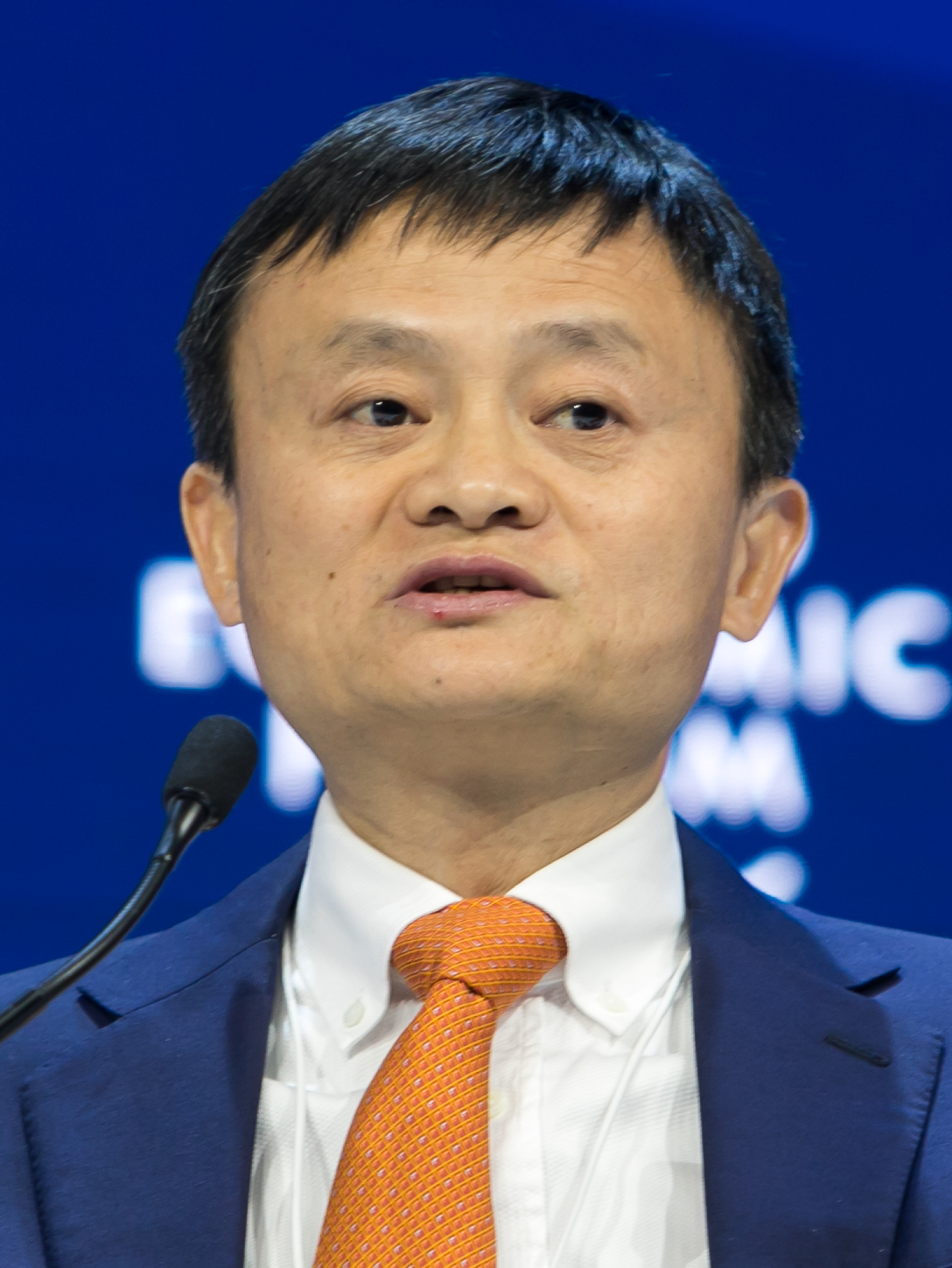
Alibaba-Gründer Jack Ma auf dem 48. Jahrestreffen des Weltwirtschaftsforums 2018

Die Motivation zur Gründung von Alipay wurde von Jack Ma folgendermaßen beschrieben: „Das Problem für Online-Zahlungen war bisher, dass es in China keinen echten Standard für Online-Zahlungen gab. Das Problem liegt darin, dass jede der Staatsbanken ihren eigenen Standard schaffen will und deshalb nicht bereit ist, miteinander zu kooperieren.“
Ein weiteres Problem war das mangelnde Vertrauen zwischen Käufern und Verkäufern. Mit Alipay wurde ein Onlinebezahlsystem entwickelt, das das Geld treuhänderisch verwaltet: Kunden bestellen Waren und bezahlen mit Alipay. Erst, wenn die Lieferung beim Kunden ankam, erhält der Verkäufer von Alipay den geforderten Betrag. Seit dem 18. Oktober 2003 wird Alipay auf der Internet-Auktionsplattform Taobao als Bezahlmethode angeboten. 2004 wurde Alipay als Tochtergesellschaft gegründet.
Alipay wird seit 2004 auf Alibaba.com angeboten. Im Jahr 2011 erhielt Alipay als eines der ersten Unternehmen Chinas eine von der Zentralbank erteilte Drittlizenz. Dadurch kann Alipay Devisengeschäfte, Internetzahlungen, mobile Bezahlungen und Zahlungen mit Debitkarten abwickeln. Im Jahr 2013 betrug das mobile Transaktionsvolumen von PayPal 27 Milliarden US-Dollar, das von Alipay hingegen fast 150 Milliarden US-Dollar. Damit hatte Alipay PayPal als größte Onlinebezahlplattform der Welt abgelöst.
Im gleichen Jahr gab es in Peking 5000 Taxis, die Alipay als Bezahlmethode akzeptieren.
Ab 2015 konnten chinesische Reisende die vertraute Alipay-Zahlmethode in Europa über Wirecard in deutschen Kassensystemen von Einzelhändlern wie z. B. Printemps, The Body Shop oder Rossmann nutzen. Seit 2017 wurde dieses System, auch durch Wirecard, über die National Bank of Greece in Griechenland eingeführt.
2015 wurde auf der CeBIT das Bezahlen per Gesichtserkennung vorgestellt als „Smile to Pay“. Seit 2017 kann man in der Filiale einer Fastfoodkette in Hangzhou per Gesichtserkennung bezahlen. Die Kamera an Terminals tastet das Gesicht ab und der Kunde gibt als Bestätigung seine Handynummer ein – auch ohne Smartphone. Dabei könne man echte Menschen von Fotos oder Videos unterscheiden.
Im ersten Halbjahr 2017 wurden acht Billionen Transaktionen über mobile Onlinebezahlsysteme getätigt, Alipay deckte die Hälfte ab, PayPal etwa ein Achtel. Am chinesischen Singles’ Day 2017 wickelte Alipay an einem einzigen Tag 1,48 Milliarden Zahlungen ab, bei bis zu 256.000 Zahlungen pro Sekunde. Angaben der Pekinger Zentralbank zufolge wurden im gesamten Jahr 2017 in der Volksrepublik China umgerechnet knapp 28 Billionen Euro per Smartphone überwiesen. SIX Payment Services führte die Bezahllösung bei über 110'000 Händlern in der Schweiz und Europa ein.
Anfang 2019 wurde bekannt, dass Alipay als E-Geld-Institut in der EU anerkannt ist.
Im Juni 2021 startete Alipay mit dem Verkauf von NFTs.

## Mobiles Bezahlen
Beim mobilen Bezahlen mittels Alipay erfolgt die Bezahlung am POS-Terminal durch einen von der Alipay-App generierten QR-Code. Die Anwendung ist für Android, iOS und Windows Phone erhältlich. Im mobilen Payment-Sektor ist Alipay mit 80 % Marktanteil Marktführer in der Volksrepublik China. Alipay erspart chinesischen Touristen den Währungswechsel und bietet ihnen bessere Wechselkurse – als Mastercard und Visa – in der chinesischen Währung Renminbi (RMB) an. Zahlungen im Ausland unterliegen einer Devisenkontrolle.
Das Bezahlen erfordert keine Google-Dienste und keine NFC-Funktion – und ist daher auch auf älteren Geräten möglich.
Das Grundprinzip von Alipay auf Webseiten im Internet läuft wie folgt in sieben Schritten ab:
1. Der Käufer wählt das Produkt aus.
2. ... und überweist dessen Betrag an Alipay.
3. Alipay informiert den Verkäufer über den Eingang der Zahlung.
4. Der Verkäufer händigt die Ware dem Käufer aus oder sendet dem Käufer die Ware per Post zu.
5. Der Käufer erhält die Ware und benachrichtigt Alipay.
6. Alipay zahlt dem Verkäufer den geforderten Betrag aus.
7. Die Transaktion ist abgeschlossen.

Alipay dient als Treuhandkonto und verwaltet Geld, bis die Transaktion mit der Waren-Übergabe an den Kunden endet.

## Betreiber
Alipay ist ein Dienst der Ant Financial Services Group (chinesisch: 蚂蚁金服, Pinyin: mǎyǐ jīn fú), ehemals Zhejiang Ant Small & Micro Financial Services Group, die zur Alibaba Group gehört. Gegründet wurde das Tochterunternehmen der Alibaba-Gruppe im Oktober 2014 in Hangzhou. Die Ant Financial Services Group wollte das amerikanische Finanzunternehmen MoneyGram übernehmen. Dies verbot 2018 die US-Behörde CFIUS wegen Sicherheitsbedenken. Ant Financial ist das am höchsten bewertete Fintech-Unternehmen der Welt sowie mit 150 Milliarden US-Dollar auch das wertvollste Einhorn-Unternehmen (Start-up) der Welt.

## Kritik
Aufgrund der engen Vernetzung mit anderen Dienstleistungen der Muttergesellschaft und Schwestergesellschaften sowie der Möglichkeit umfassender Big-Data-Auswertungen jenseits des EU-weit geltenden datenschutzrechtlichen Rahmens bestehen Bedenken. Damit einher geht der bereits teilweise umgesetzte Aufbau eines sozialen Ranking-Systems in China, das weitreichende Auswirkungen auf Handlungsmöglichkeiten Betroffener haben kann. Auch wenn Transaktionen in der EU den Regeln dieses Staatenverbundes folgen, werden außereuropäische, insbesondere chinesische Partner erfasst und bewertet. Anfang 2018 wurde bekannt, dass Alibaba mit Daten von Alipay ohne Wissen der Nutzer Bonitätsprofile erstellte, die andere Unternehmen erwerben konnten.

## Internationale Expansion
Alipay ermöglicht chinesischen Bürgern Einkäufe im Ausland wie auch in zunehmendem Maß EU-Bürgern in der EU. Weltweit akzeptieren mehr als 80.000 Einzelhandelsgeschäfte Alipay. Derzeit fokussiert sich das Unternehmen auf den Ausbau seiner Dienstleistung in den USA, Indonesien, Philippinen, Südkorea, Brasilien und Russland.
Laut eigenen Angaben arbeitet Alipay mit mehr als 65 Finanzinstitutionen zusammen, darunter auch Visa und MasterCard.

### Hongkong und Macau
Seit 2017 gibt es in Hongkong „AlipayHK“, ein Joint Venture von Alibaba und CK Hutchison. Die Transaktionen werden hier in Hongkong-Dollar abgewickelt. Seit Anfang 2018 kann man Alipay auch in Macau nutzen.

### Singapur
Im August 2017 gab das Unternehmen bekannt, bald auch in Singapur aktiv zu werden. Bisher hat Alipay Verträge mit 300 Händlern abgeschlossen. Der lokale Partner ist CCPay.

### Japan
Seit 2015 operiert Alipay in Japan. Im November akzeptierten bereits 38.000 Verkäufer das Onlinebezahlsystem.
Im September 2018 ist Alipay eine Kooperation mit Yahoo! Japan eingegangen.

### Deutschland
Alipay wird von 10.000 Einzelhändlern in Europa akzeptiert. In Deutschland sind es rund 4000, darunter Rossmann (seit 2017), Breuninger (seit 2018), die WMF Group, Ludwig Beck am Rathauseck, Kaufhof (seit November 2018), dm-drogerie markt (seit Juli 2019) und der Flughafen München. Als erster Lebensmitteldiscounter bietet Aldi Süd seit 31. August 2021 Alipay als Zahlungsmethode an.